# Serra de Ternelles
La serra de Ternelles és un conjunt de muntanyes de la serra de Tramuntana, en el terme de Pollença, entre la mar i la vall de Ternelles. Està orientada de sud-oest a nord-est i s'estén entre el puig Gros de Ternelles (839 m.) i la punta Topina, a Cala Castell. El conjunt va perdent altitud a partir de l'esmentat puig i inclou el pla de les Mates Velles (638 m.), el puig d'en Tamorer (539 m.), el coll dels Coloms (328 m.), el puig del Castell del Rei (491 m.), el puig de les Cabres (471 m.) i el de la Font d'Argent (469 m.).